# 大眼角魴鮄
大眼角魴鮄，為輻鰭魚綱鮋形目牛尾魚亞目角魚科的其中一種，分布於中西太平洋的菲律賓及塞班島海域，棲息深度340-500公尺，體長可達9.4公分，為底棲性魚類，生活在大陸棚，屬肉食性。

## 擴展閱讀
維基物種上的相關：大眼角魴鮄